# Gonypetella deletrix
Gonypetella deletrix är en bönsyrseart som beskrevs av Rehn 1927. Gonypetella deletrix ingår i släktet Gonypetella och familjen Mantidae. Inga underarter finns listade i Catalogue of Life.